# 我好寂寞 (珍娜·傑克森單曲)
《我好寂寞》（英語：I Get Lonely）是美國黑人女歌手珍娜·傑克森在1998年2月發行的單曲，這首單曲在告示牌單曲榜以及英國排行榜分別獲得第3名以及第5名的成績。

## 資料

### 單曲簡介
〈我好寂寞〉最早收錄在珍娜·傑克森第六張錄音室專輯《華麗的冒險》（英語：The Velvet Rope）中，這首單曲由珍娜·傑克森和製作群共同創作編製。〈我好寂寞〉是一首講述寂寞女子渴望愛情的節奏藍調歌曲，《華麗的冒險》專輯中多數歌曲都紀錄著珍娜·傑克森幾年來憂鬱的身心狀態，而這首單曲正是探討孤獨的主題。

### 商業成績
〈我好寂寞〉是從專輯《華麗的冒險》中推出的第三首單曲，前面兩首單曲分別為〈失去了才了解〉和〈再度重逢〉，其中美國地區的首發單曲〈再度重逢〉獲得兩週冠軍，並成為珍娜·傑克森第8首全美冠軍單曲。〈我好寂寞〉雖然在1998年2月底就已推出單曲，但由於〈再度重逢〉在榜上停留的時間長達46週，因此唱片公司一直到它的聲勢稍微消平之後才開始主打這首歌。〈我好寂寞〉一直到5月23日才進入告示牌單曲榜，憑藉著上一首冠軍單曲的加持，〈我好寂寞〉一進榜就空降第3名，刷新了珍娜·傑克森歌曲進榜首週最高名次，而這也成了這首歌曲的最高名次。〈我好寂寞〉在節奏藍調單曲榜成績不俗，獲得2週冠軍，這首單曲在1998年告示牌年終排名中位居第43名，單曲在全美地區銷售量逾50萬張，成為金單曲。

〈我好寂寞〉在英國單曲榜成績為第5名。
在2015年告示牌票選珍娜·傑克森「Janet Jackson's Biggest Billboard Hits」所有25首歌曲中，我好寂寞名列第24名。

### 獎項評價紀錄
〈我好寂寞〉在告示牌單曲榜獲得第3名，成為珍娜·傑克森在該榜締造連續第18首TOP 10單曲，此新紀錄超越了瑪丹娜的17首TOP 10，成為女藝人之最。